# Haimar
Haimar is een plaats in de Duitse gemeente Sehnde, deelstaat Nedersaksen, en telt 766 inwoners.